# أليسون ماكغي
أليسون ماكغي (بالإنجليزية: Alison McGhee)‏ (8 يوليو 1960، نيويورك في الولايات المتحدة)؛ كاتِبة وروائية أمريكية.